# 오금희
오금희(五禽戱)는 중국 후한의 화타가 창시했다고 전해지는 고대의 의료체육이다. 핵심이론은 "戶樞不蠧, 流水不腐(문지도리는 좀이 슬지 않고 흐르는 물은 썩지 않는다-움직이거나 운동하는 신체는 단련되고 건강해진다는 뜻)"이다.
다섯 종류의 짐승의 동작을 모방하였으므로 五禽戱라고 명명한다. 호랑이, 사슴, 곰, 원숭이, 새 등의 동작이나 자세를 모방하여 단련함으로써, 근육과 뼈를 움직이고 기혈을 소통시키며 체질을 증강시켰다.